# Проклятие чёрной метки
«Проклятие чёрной метки» — третья серия шестого сезона британского научно-фантастического телесериалa Доктор Кто. Автор сценария Стивен Томпсон, режиссёр Джереми Вебб. Серия была впервые показа 7 мая 2011 года на канале BBC One в Великобритании и на канале BBC America в Соединённых Штатах.
Эпизод посмотрело 7,85 миллионов человек, не считая зрителей США.

## Сюжет
ТАРДИС приземляется на борту пиратского корабля XVII века. Членов экипажа похищает загадочная Сирена: как только человек получает незначительное повреждение или травму, на ладони этого человека появляется чёрная метка, появляется Сирена и забирает его с собой. Доктор понимает, что вода — это портал для Сирены.
В бочке обнаруживается Тоби — сын капитана корабля Генри Эвери. Он спрятался на корабле сразу после смерти матери, желая быть с отцом, не зная, что тот пират. У Тоби на ладони тоже чёрная метка — он болен лихорадкой. Значит, Сирену привлекают не только раненые, но и больные люди. Доктор решает эвакуировать экипаж при помощи ТАРДИС, однако машина начинает вести себя странно и улетает сама по себе.
Один из пиратов попал в руки Сирены в месте без воды, потому Доктор понимает, что ошибся и на самом деле порталом Сирены является отражение. Он решает избавиться от всех блестящих предметов, зеркал и награбленного золота.
Начинается буря. На палубе у капитана выпадает корона, которую он спрятал под плащ. Появляется Сирена и забирает Тоби, Рори падает за борт и тонет.
Доктор прокалывает руку себе, Эми и Эвери: тут же появляется Сирена и забирает их. Догадки Доктора подтверждаются, когда они оказываются на космическом корабле, стоящем на том же месте, но в другом измерении. Экипаж космического корабля мёртв, а похищенные Сиреной люди находятся в больнице на корабле.
Сирена оказывается медицинской программой, которая ухаживает за пострадавшими людьми. Чёрная метка — образец ткани. Эми убеждает Сирену освободить Рори. Они отсоединяют его от аппарата жизнеобеспечения и уносят его в ТАРДИС. Тем временем Эвери, его экипаж и Тоби решили остаться на космическом корабле, так как они не способны вернуться в Англию. Эвери и его команда отправляются в космос.

## Приквел
30 апреля 2011 года сразу после выхода серии «День Луны» BBC выпустила приквел к этой серии. В приквеле показан капитан Генри Эвери, который ведёт запись в журнал от 1 апреля 1699 года. Он говорит, что его судно в течение восьми дней в штиле, его экипаж одним за другим забирает загадочное существо. У него есть опасение, что все они обречены на смерть.